# 女生規則：禁愛遊戲
《女生規則：禁愛遊戲》（羅馬化：Kot Lak... Ham Rak Thoe），為泰國GMM 25將預計於2025年播出的同性愛情劇，為GMMTV原創劇本，由提娜麗·維拉瓦諾丹（Namtan）、拉查楠·玛哈菀（Film）、潘薩·沃斯畢恩（Milk）、帕蘭妮·琳帕緹雅空（Love）、彬雅帕·珍帕誦（View）及拉塔纳瓦迪·翁通（Mim）主演。

此劇由GMMTV製作，並在2024年11月GMMTV的「RIDING THE WAVE」新戲發佈會上公開先導預告片。

## 演員陣容
註：括號內的演員或角色姓名為小名。

### 主要人物
- 提娜麗·維拉瓦諾丹（Namtan）飾演 Prim

導演，與Gorya曖昧中，與前任Bambi糾纏不清。跟Min是好友。
- 拉查楠·玛哈菀（Film）飾演 Bambi

與ShaSha約會中，仍與前任Prim纏綿悱惻。
- 潘薩·沃斯畢恩（Milk）飾演 ShaSha

模特，與Bambi約會中，喜歡Gorya，跟Gorya發生一夜情。
- 帕蘭妮·琳帕緹雅空（Love）飾演 Gorya

造型師，與Prim曖昧中，跟ShaSha發生一夜情。
- 彬雅帕·珍帕誦（View）飾演 Min

CEO，曾受愛情創傷，後來喜歉上Praew。跟Prim是好友。
- 拉塔納瓦迪·翁通（Mim）飾演 Praew

調酒師，引誘Min喜歡上她。